# Esna Boyd
Esna Boyd Robertson, avstralska tenisačica, * 21. september 1899, Melbourne, Avstralija, † 1966, Škotska.
Osemkrat je osvojila turnir za Prvenstvo Avstralije v vseh treh konkurencah. Sedemkrat zapored se je uvrstila v finale turnirja v posamični konkurenci, med letoma 1922 in 1928. Edino zmago je dosegla leta 1927, ko je premagala Sylvio Lance Harper, v ostalih finalih so jo premagale trikrat Daphne Akhurst Cozens, dvakrat Margaret Molesworth in enkrat Sylvia Lance Harper. Na turnirjih za Prvenstvo Anglije se je najdlje uvrstila v četrtfinale leta 1925, na turnirjih za Amatersko prvenstvo Francije pa v tretji krog leta 1928. V konkurenci ženskih dvojic se je šestkrat uvrstila v finale Prvenstva Avstralije in turnir osvojila štirikrat, v konkurenci mešanih dvojic pa se je petkrat uvrstila v finale in turnir osvojila trikrat. 

## Finali Grand Slamov

### Posamično (7)

#### Zmage (1)
| Leto | Turnir               | Nasprotnica v finalu | Rezultat finala |
| 1927 | Prvenstvo Avstralije | Sylvia Lance Harper  | 5–7, 6–1, 6–2   |

#### Porazi (6)
| Leto | Turnir                   | Nasprotnica v finalu  | Rezultat finala |
| 1922 | Prvenstvo Avstralije     | Margaret Molesworth   | 3–6, 8–10       |
| 1923 | Prvenstvo Avstralije (2) | Margaret Molesworth   | 1–6, 5–7        |
| 1924 | Prvenstvo Avstralije (3) | Sylvia Lance Harper   | 3–6, 6–3, 6–8   |
| 1925 | Prvenstvo Avstralije (4) | Daphne Akhurst Cozens | 6–1, 6–8, 4–6   |
| 1926 | Prvenstvo Avstralije (5) | Daphne Akhurst Cozens | 1–6, 3–6        |
| 1928 | Prvenstvo Avstralije (6) | Daphne Akhurst Cozens | 5–7, 2–6        |

### Ženske dvojice (6)

#### Zmage (4)
| Leto | Turnir                   | Partnerica          | Nasprotnici v finalu                 | Rezultat finala |
| 1922 | Prvenstvo Avstralije     | Marjorie Mountain   | Gwen Utz Floris St. George           | 1–6, 6–4, 7–5   |
| 1923 | Prvenstvo Avstralije (2) | Sylvia Lance Harper | Margaret Molesworth Beryl Turner     | 6–1, 6–4        |
| 1926 | Prvenstvo Avstralije (3) | Meryl O'Hara Wood   | Daphne Akhurst Marjorie Cox Crawford | 6–3, 6–8, 8–6   |
| 1928 | Prvenstvo Avstralije (4) | Daphne Akhurst      | Kathleen Le Messurier Dorothy Weston | 6–3, 6–1        |

#### Porazi (2)
| Leto | Turnir                   | Partnerica            | Nasprotnici v finalu               | Rezultat finala |
| 1925 | Prvenstvo Avstralije     | Kathleen Le Messurier | Daphne Akhurst Sylvia Lance Harper | 4–6, 3–6        |
| 1927 | Prvenstvo Avstralije (2) | Sylvia Lance Harper   | Louise Bickerton Meryl O'Hara Wood | 3–6, 3–6        |

### Mešane dvojice (5)

#### Zmage (3)
| Leto | Turnir                   | Partner     | Nasprotnika v finalu       | Rezultat finala |
| 1922 | Prvenstvo Avstralije     | John Hawkes | Gwen Utz Harold Utz        | 6–1, 6–1        |
| 1926 | Prvenstvo Avstralije (2) | John Hawkes | Daphne Akhurst Jim Willard | 6–1, 6–4        |
| 1927 | Prvenstvo Avstralije (3) | John Hawkes | Youtha Anthony Jim Willard | 6–1, 6–3        |

#### Porazi (2)
| Leto | Turnir                   | Partner     | Nasprotnika v finalu        | Rezultat finala |
| 1924 | Prvenstvo Avstralije     | Gar Hone    | Daphne Akhurst Jim Willard  | 3–6, 4–6        |
| 1928 | Prvenstvo Avstralije (2) | John Hawkes | Daphne Akhurst Jean Borotra | b.b.            |